# Christiaan Poortman
Christiaan Poortman (Ch. Poortman) (Groningen, 16 mei 1846 – aldaar, 29 juli 1908) was een Nederlands violist.
Hij was zoon van kastelein Jan Poortman en Lubberdina Catharina Alberts. Hijzelf was getrouwd met Agantha Maria Bekker, dochter van zijn leermeester Johannes Henderikus Bekker.
Hij kreeg zijn opleiding aan de plaatselijke muziekschool, waar hij les kreeg van Johannes Henderikus Bekker en Johannes Worp. Na zijn studie werd hij violist en tweede concertmeester bij het Orchest der Vereeniging De Harmonie, de toenmalige naam van het Noordelijk Filharmonisch Orkest. Hij combineerde die functie met een docentschap aan de Gemeentelijke Muziekschool, idem voor zang aan de Gemeentelijke Kweekschool voor Onderwijzeressen en de meisjes-HBS, alle te Groningen. Als docent van de muziekschool kreeg hij veel leerlingen die in de eerste helft van de twintigste eeuw bekend waren: Bram Eldering (violist te Keulen), Louis Zimmerman (1873-1954) (concertmeester van het Concertgebouworkest), Menno Lamer (Groningen), Martinus Wolters (orkest van Queen’s Hall in Londen), Jonny Heykens, Jan Siepko Runeman (Arnhem), Joachim Slijver (Osnabrück), F. Keizer en S. Culp. Hij maakte veertig jaar deel uit van het orkest en zag de dirigenten Maurice Hageman, Carl Eisner, J.H. Bekker, Marius van 't Kruijs en Peter van Anrooy komen en (deels) gaan.
Zijn grootste bijdrage bestond uit een aantal boekwerken voor de vioolstudie:
- Vioolschool; Theoretisch-practische handleiding; de eerste in de Nederlandse taal.
- Orkeststudiën voor viool
- Vijftien etudes voor viool
- Vreemd en eigen (muziek voor de jeugd met vingerzettingen, streken en voordrachttekens.

- Nederlandse Thesaurus van Auteursnamen: 162881959
- Virtual International Authority File: 287024838
- WorldCat: E39PCjvkx4H4RXwRqGXTVJfj83